# スイス国鉄RABe523形電車

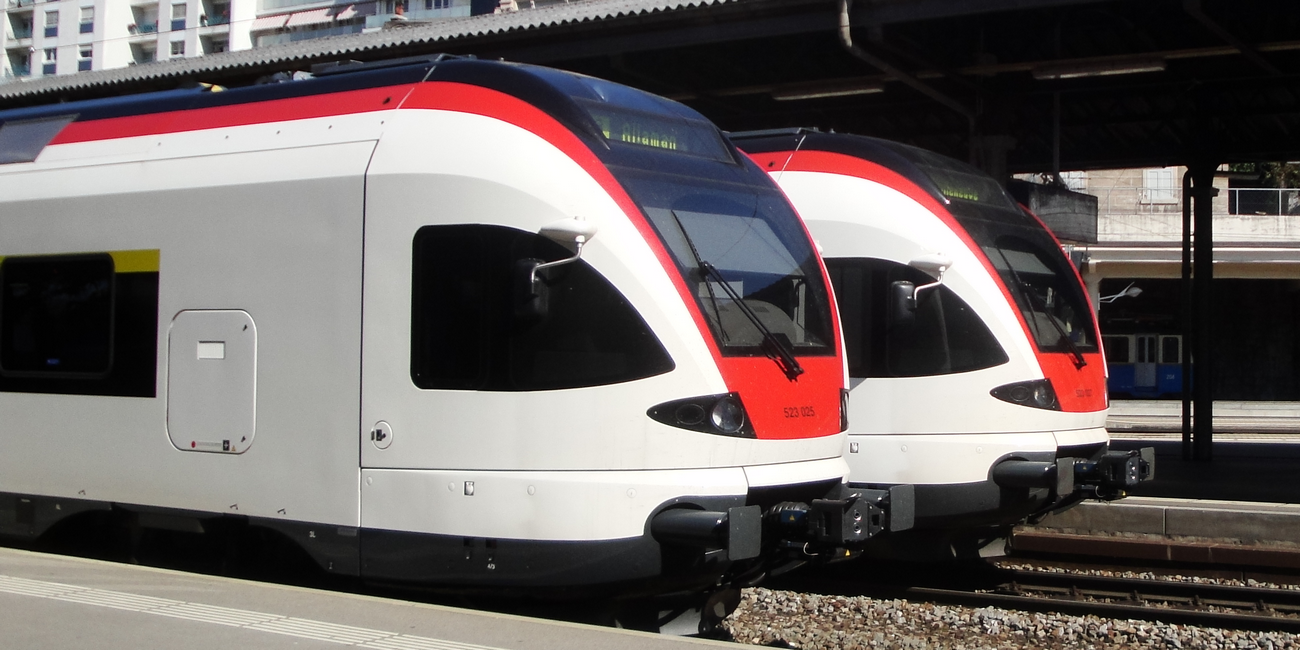
レマン湖のRVRで運用されるRABe523形

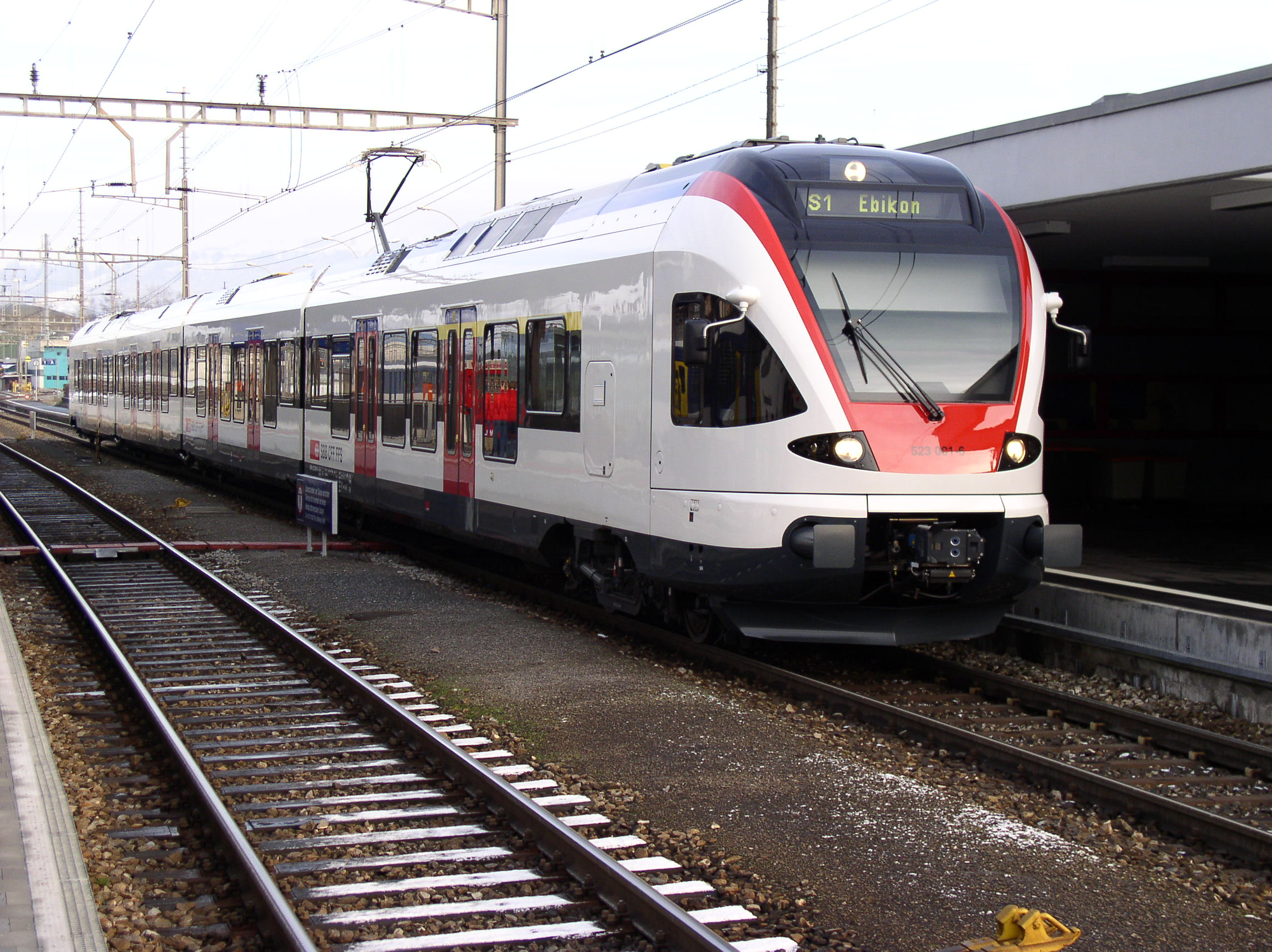
ルツェルンのSバーンのS1系統で運用されるRABe523 001-6号機

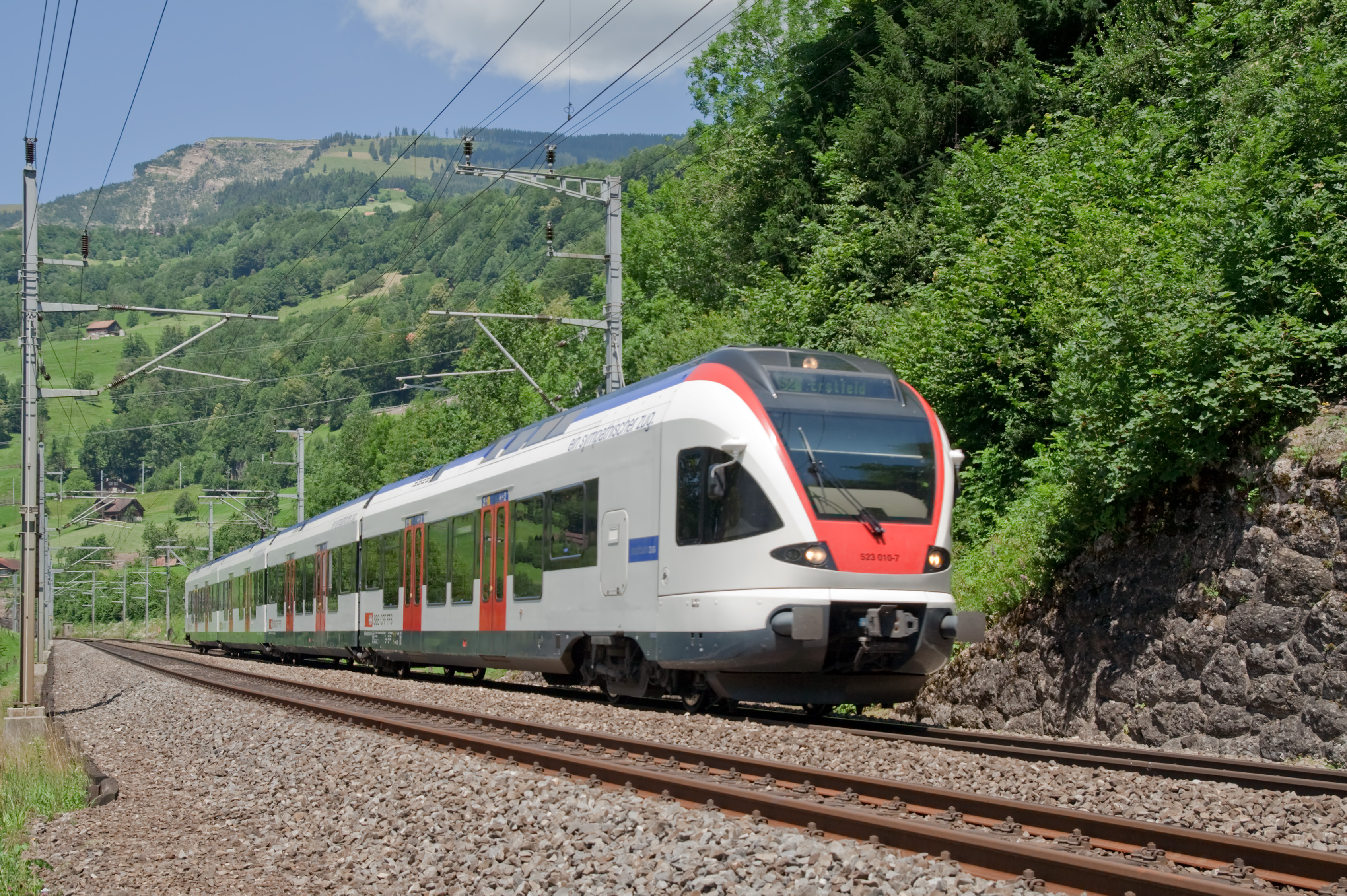
ルツェルンのSバーンで運用されるRABe523 010-7号機

スイス国鉄RABe523形電車(スイスこくてつRABe523がたでんしゃ)は、スイスのスイス連邦鉄道（SBB: Schweizerische Bundesbahnen、スイス国鉄）で使用される部分低床式電車である。なお、本項では本機の派生形式であるRABe521形、RABe522形およびRABe524形についても記述する。

## 概要
2000年代までのスイス国鉄の近郊列車やローカル列車は旧型のRe420形、RBe540形や1980-90年代に製造されたRBDe560形が近郊形改造をした旧型のEW I形およびEW II形客車を牽引するシャトルトレインが主力であったが、老朽化が進んでいた。一方、1990-2000年代の欧州においてはバリアフリー化やコスト低減といった要請の高まりによって低床式車体でプラットフォームの概念を採入れた電車および気動車が各鉄道車両メーカーで用意されるようになり、タルボット車両工場のタレントやシーメンスのデジロといったシリーズが大量生産され始めていた。スイスにおいてもシュタッドラーが1997年から、走行機器を集中搭載した4輪単車の動力ユニットに1車体片側1台車で片持ち式の客車を組み合わせたモジュラー式構造のGTWシリーズを生産しており、国鉄でもゼータル線専用機としてRABe520形を2002-03年にかけて17編成を導入していた。
こういった状況の中、スイス国鉄ではバーゼルやルツェルンなどを中心とした都市近郊列車の拡充と旧型車両の代替を目的として本格的に低床式電車をシュタッドラー社から導入することとなり、GTWシリーズより走行性能の向上、輸送力の増強、冗長性の向上などを図ったFLIRT（Flinker Leichter Innovativer Regional-Triebzug）シリーズをスイス国内用のRABe523形およびその派生形としてドイツ乗入用のRABe521形、フランス乗入用の2電源機RABe522形、イタリア乗入用の2電源機RABe524形として2002年以降順次発注をし、2004年より順次投入している。本系列は4車体もしくは6車体連接式で低床部の床面高さをレール面上570mmとしたバリアフリー対応の機体であり、VVVFインバータ制御により最大182kN、1時間定格95kNの牽引力と160km/hの最高速度の性能を持つ汎用機である。RABe521-524の各形式は使用路線の違いにより搭載機器が一部異なるほかは同型であり、2002年以降117編成が製造され、もしくは製造中であり、車体と機械部分の製造およに最終組立をシュタッドラーが、主要な電機品の製造をABB SchweizおよびABB Sécheronが担当している。
各ロットの形式・機番と発注年、製造（予定）年、受注会社、価格（スイス・フラン）は以下の通り
- RABe523 001-012 - 2002年 - 2004-05年 - Stadler Bussnang AG
- RABe521 001-010 - 2002年 - 2005年 - Stadler Pankow GmbH
- RABe521 011-020 - 2002年 - 2004-06年 - Stadler Bussnang AG
- RABe524 001-019 - 2004年 - 2006-08年 - Stadler Bussnang AG
- RABe522 001-012 - 2004年 - 2008年 - Stadler Bussnang AG
- RABe523 013-024 - 2007年 - 2009-10年 - Stadler Bussnang AG - 116,000,000
- RABe522 201-214 - 2008年 - 2010-11年 - Stadler Bussnang AG
- RABe524 101-111 - 2008年 - 2010-11年 - Stadler Bussnang AG
- RABe523 025-031 - 2008年 - 2009-10年 - Stadler Bussnang AG

各形式の分類は以下の通りとなっている
| 形式名  | 機番        | 編成数 | 製造年     | 車体数 | 使用国           | 架線電圧                    | 用途                               | 備考                            |
| RABe521 | 001-010     | 10     | 2005年     | 4      | スイス・ドイツ   | AC15kV16 2/3Hz              | ウィーセンタル線                   |                                 |
| RABe521 | 011-030     | 20     | 2004-06年  | 4      | スイス・ドイツ   | AC15kV16 2/3Hz              | バーゼルレギオSバーン              |                                 |
| RABe521 | 201-209     | 9      | （2011年） | 4      | スイス・ドイツ   | AC15kV16 2/3Hz              | ゼーハス線                         | トゥルボより編入                |
| RABe522 | （001-012） | （12） | 2007-08年  | 4      | スイス・フランス | AC15kV16 2/3Hz・AC25kV50Hz  | （バーゼルレギオSバーン ）         | RABe523 032-043号機へ改番       |
| RABe522 | 201-214     | 14     | 2010-11年  | 4      | スイス・フランス | AC15kV16 2/3Hz・AC25kV50Hz  | バーゼルレギオSバーン              |                                 |
| RABe523 | 001-012     | 12     | 2004-05年  | 4      | スイス           | AC15kV16 2/3Hz              | ルツェルンSバーン                  |                                 |
| RABe523 | 013-031     | 19     | 2009-10年  | 4      | スイス           | AC15kV16 2/3Hz              | レマン湖Sバーン                    | 013-024号機は当初スイス中央部用 |
| RABe523 | 032-043     | 12     | （2008年） | 4      | スイス           | AC15kV16 2/3Hz              | ルツェルンSバーン                  | RABe522 001-012号機より改番     |
| RABe524 | 001-019     | 19     | 2007-08年  | 4      | スイス・イタリア | AC15kV16 2/3Hz・DC3kV/1.5kV | ティチーノ州Sバーン・ミラノSバーン | イタリア形式ETR150形            |
| RABe524 | 101-111     | 11     | 2010-11年  | 6      | スイス・イタリア | AC15kV16 2/3Hz・DC3kV/1.5kV | ティチーノ州Sバーン・ミラノSバーン | イタリア形式ETR524形            |

また、一部の機体には以下の通り機体名がつけられている
- RABe521形
  - RABe521 001-8 - Regio TriRhena
  - RABe521 002-6 - Riehen
  - RABe521 003-4 - Weil am Rhein
  - RABe521 011-7 - Oberdorf Weissenstein
  - RABe521 013-3 - Delémont
  - RABe521 016-6 - Sissach
  - RABe521 022-4 - Lausen
  - RABe521 023-2 - Ajoie
  - RABe521 023-2 - Liestal
  - RABe521 023-2 - République et Canton du Jura

- RABe524形
  - RABe524 001-5 - Lombardia
  - RABe524 002-3 - Ticino
  - RABe524 003-1 - Tre Valli
  - RABe524 101 - Arbedo-Castione

## 仕様

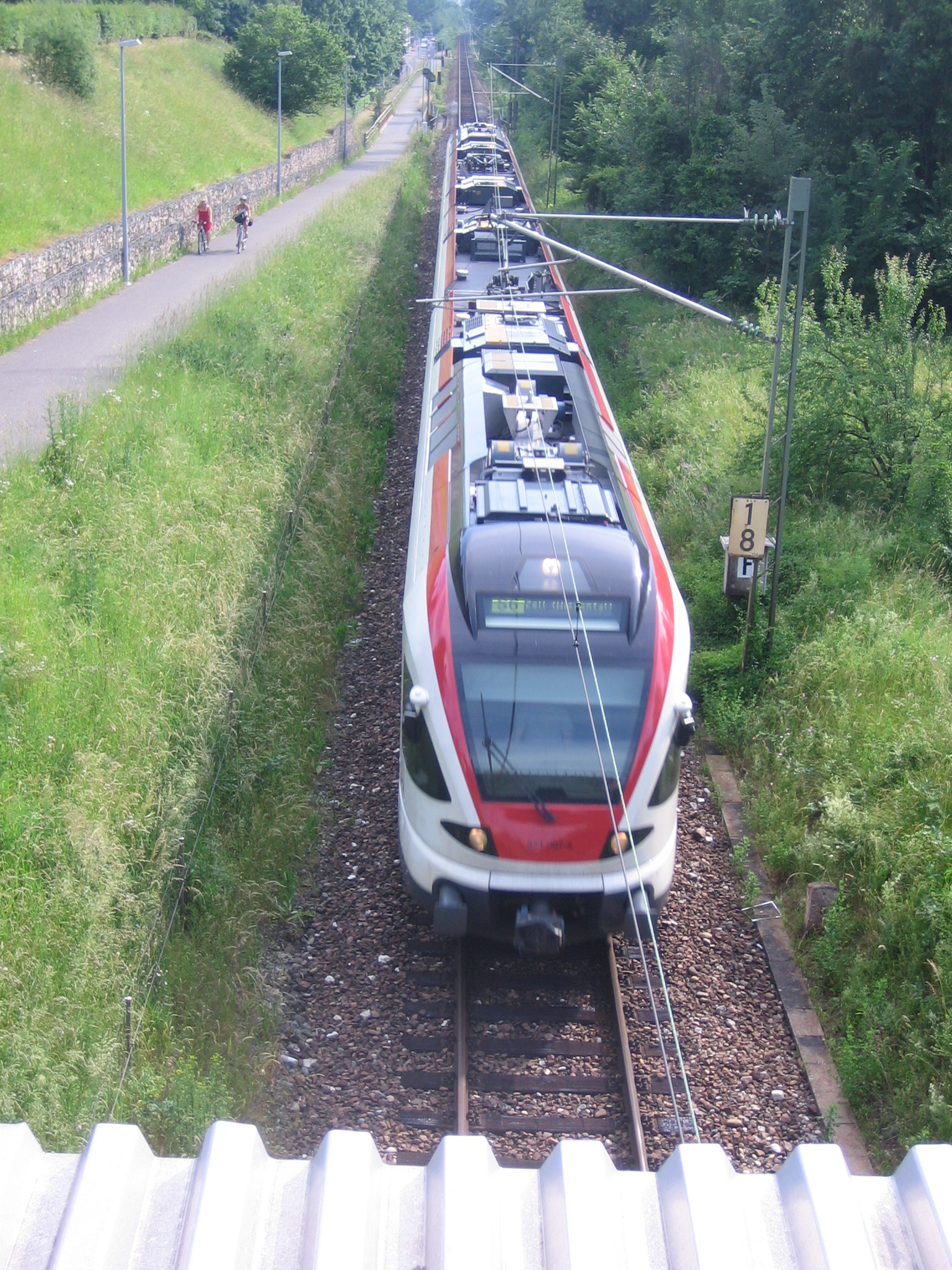
ドイツ乗入対応機RABe521形の屋根上、主変圧器が屋根上先端部に設置される

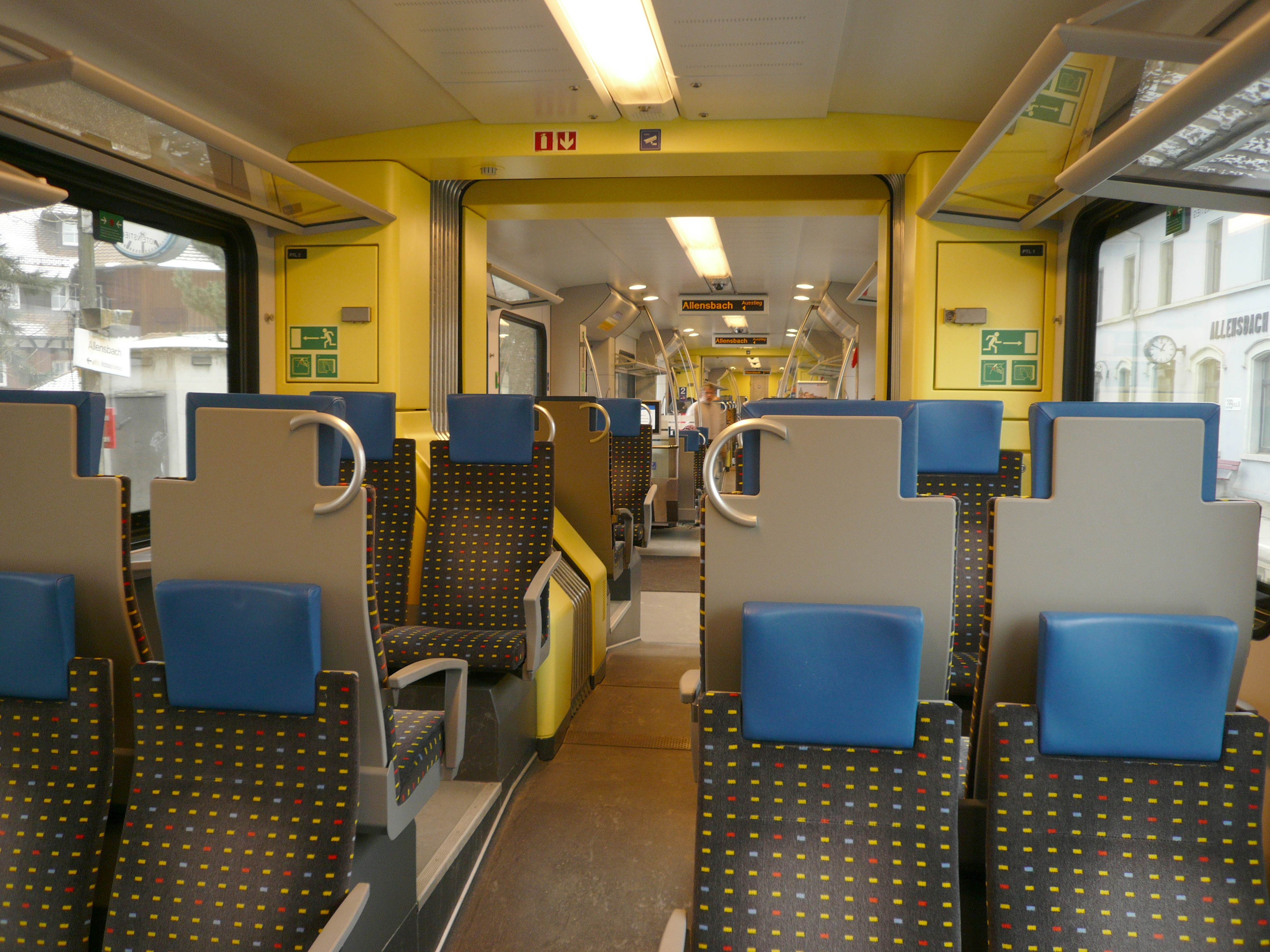
内装、2等室車端部、連接台車上部へはスロープでつながる（同形のRABe526形）

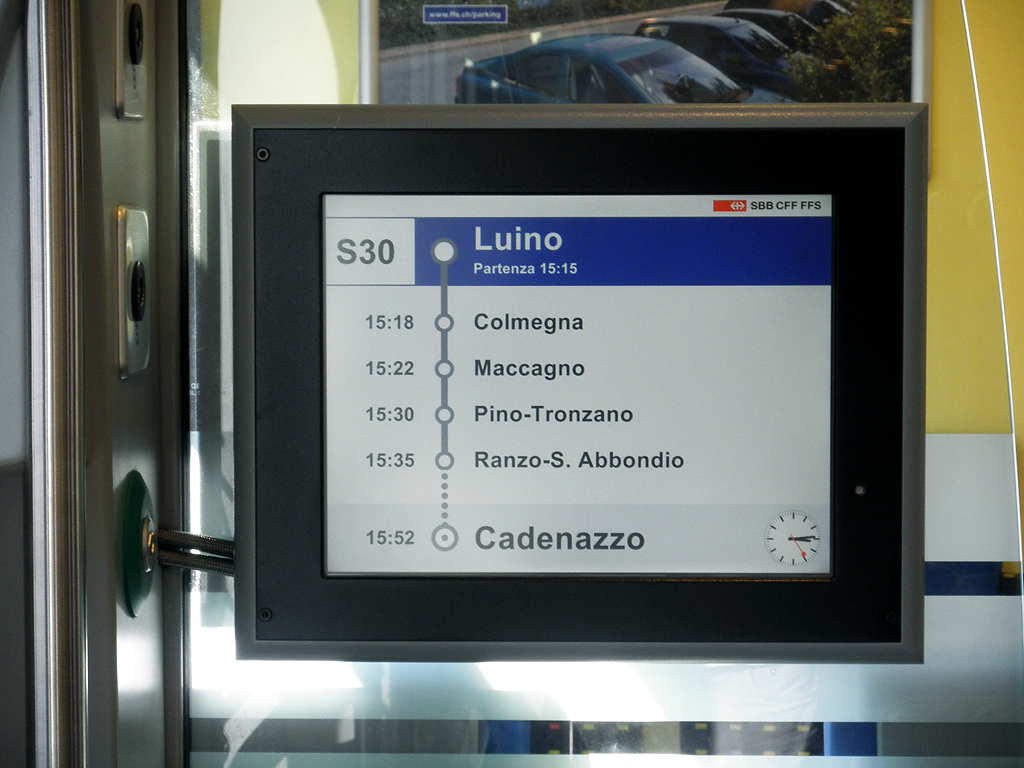
室内乗降扉脇に設置された液晶式の運行表示器

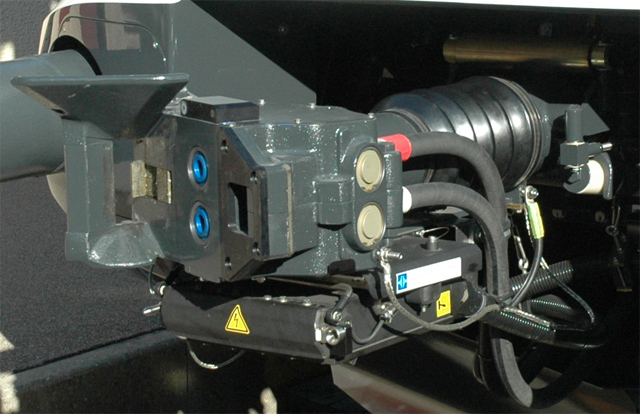
FK-15-10自動連結器および補助バッファ

### 車体
- 本機は車軸配置Bo'2'2'2'Boで4車体5台車の連接式の固定編成で、各車体は前位側からA-D-C-Bと呼ばれており、編成両端のAとBは編成端側の動台車上が床面高さ1120mmの高床式、その他の部分が欧州の標準的なホーム高さ550mmに対応した床面高さ570mmの低床部であり、連接台車上はスロープを経由して850mmまで床面が高くなっている。中間のDおよびCはほぼ全長に渡って床面高さ570mmの低床となっており、同様に連接台車上部はスロープを経由して850mmとなっている。客室はA、DおよびCが全室2等室でBが1等と2等室の合造、Cに車椅子対応トイレ、車椅子スペースおよび自転車積載スペースが、Bに自転車積載スペースが用意されている。
- 車体は鋼体は基本的にアルミ製で、UIC基準566に準拠した車端耐荷重1500kNに対応しており、運転台部分のみガラス繊維強化プラスチック製、モジュール構造となっている車体の断面は車体側面の上下を内側に絞った8角形で先頭の補助バッファの基部を衝撃吸収構造として衝突時に備えている。なお、鋼体や機器室内の設計および運転室のデザインおよび設計はdesign & technik[11]が担当している。
- 先頭部はGTWの流れを引くデザインで、縦方向に曲面で大きく絞り込み、左右側面も前面下部へ向かって内側へ絞った形状であり、前面窓ガラスは大型の1枚曲面ガラスで、その上部にLEDの行先表示器が、下部左右およびキセノンランプの前照灯とLEDの標識灯が、行先表示器上部に前照灯が設置されている。
- 側面は窓扉配置22D2D2(B) - 2D1D2(C) - 2D2D2(D) - 2D2D22(A)で、側面窓は大型の固定式を基本として1両あたり2箇所程度が上部引違式となっており、また、片側一箇所の乗降扉脇の窓内にはLED式の行先表示器が設置されている。なお、窓幅は1500mmで高さは低床部のものが1183mmで、高床部および連結部の窓は天地寸法が小さいものとなっているが、上辺を揃えて設置されている。乗降扉はBode[12]製の開口幅1800mm、有効幅1300mmで電機駆動、両開式のスライド式プラグドアであり、扉下部の床内に引込式のステップを設置している。
- 室内はAおよびBの長さ2104mmの運転室の背面が中央通路式で長さ約3000mmの機器室となっており、さらに高床部客室、低床部客室と続いている。また、CおよびDは各車端部が長さ395mmの機器スペースとなっているほかは全室客室となっている。Bの後位寄り半室はガラス壁で仕切られて1等室となっており、高床部は1+1列の2人掛けで座席脇に手荷物スペース付き、固定式クロスシート、2等室は2+2列の4人掛けでシートピッチ1800mm（対面部）で2+2列の4人掛けの固定式クロスシートで、いずれも1名分ずつの独立した形状のバケットシートで肘掛とヘッドレスト付である。また、CおよびDの2等室の出入口横の自転車積載スペースには折畳式の横向座席が設置されているほか、Cの低床部に車椅子スペース部は縦向きの1人掛け、車椅子対応の真空式トイレが設置されており、この対面側も折畳式の横向座席となっている。
- 室内の乗降扉部天井には枕木方向にLED式の車内案内表示装置が設置されるほか、扉横にもGPSと連動した列車位置情報など各種案内用の15インチ液晶ディスプレイが設置されている。なお、これらの機器および車内放送装置、対話式の車内非常通報装置、客室天井に設置された室内監視カメラ等はRuf-Gruppe[13]製のVisiWebと呼ばれるシステムによって統合されている。
- 運転室は中央運転台のデスクタイプで、2ハンドル式のマスターコントローラーを設置しており、3面式の計器盤の各計器類は従来タイプの針式のもののほか、車両情報装置用の液晶ディスプレイが設置されており、側面窓には電動式のバックミラーが設置されている。
- 連結器は車体取付式で圧縮荷重900kN、牽引荷重600kN、吸収エネルギー120kJ、2本の空気管を同時に接続でき、下部に電気連結器を併設している新型のSchwab[14]製のTyp FK-15-10自動連結器で、FLIRTシリーズ以外の他の一般車両とは連結することができない。また、連結器の左右に一般車両に対応した補助バッファが設置されているほか、前頭部の車体下部および台車前部にはスノープラウが設置されている。
- 本機は低床部を確保し、動台車の粘着重量を確保するため、主制御器などをAおよびBの運転室後部の動台車上にある機器室内に設置しているほか、AおよびBの主変圧器と開閉器、主電動機や機器類の冷却用送風機、Cのパンタグラフ、各車の母線引通、車体間ダンパ、空調装置などの機器を屋根上に設置しており、AおよびBの先頭部屋根肩部にはルーバーの設置された機器冷却用空気取入口が設置されているほか、全車のその他の箇所には空気取入口と連続する形で屋根上機器カバーが設けられている。
- 塗装
  - 車体塗装はIC2000形やRABDe500形以来のスイス国鉄の標準塗装であり、白をベースに車体上下裾部およびダークグレー、側面窓と正面窓周りを黒、正面の下部から側面上部のダークグレー部下部にかけて赤となっており、乗降扉は赤をベースに上辺部を青としてこの部分に車内設備案内のピクトグラムを配置、下辺部をダークグレーとしている。車体の側面下部左側にスイス国鉄のマークとロゴが入り、正面中央に機番が、車体裾部編成中央寄りに機番および各種標記類が入れられている。なお、側面の機番の後ろにはAからDまでの車体区分が付記されている。
  - 室内は側壁面および天井をライトグレー、車端妻壁面を黄色、床面をベージュとして乗降扉を赤としたもので、座席は1等室のものが座面と背摺がグレーでヘッドレストが赤、2等室のものが座面と背摺がダークグレーに赤、青、黄、緑のドットが入るデザインでヘッドレストが青となっている。水色としている。

### 走行機器

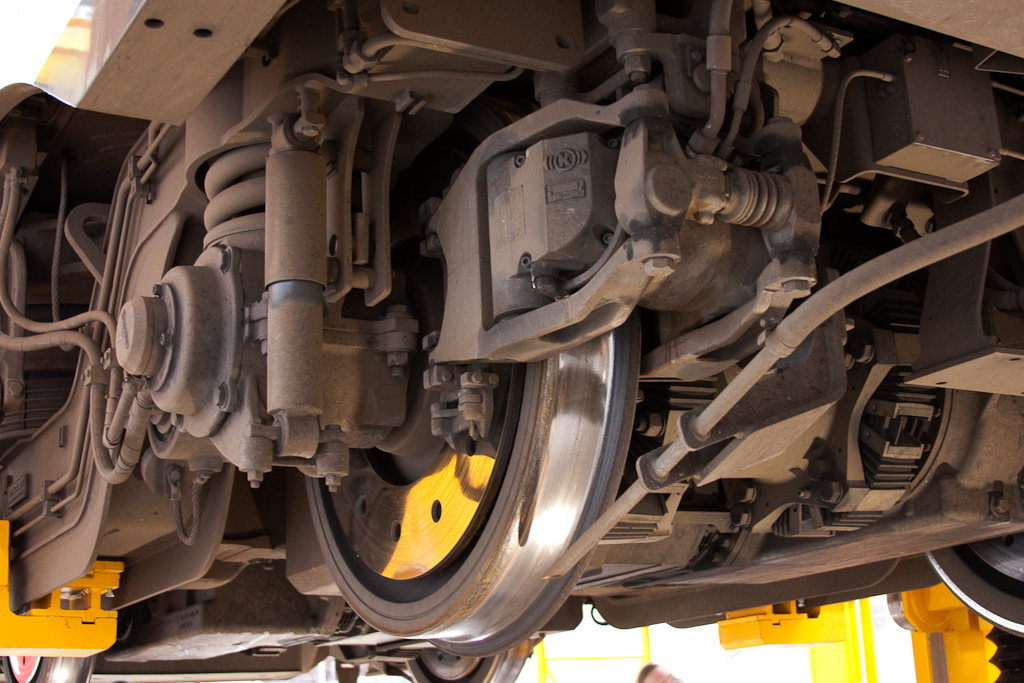
同型機の動台車、ディスクブレーキはキャリパー式、車軸中央部がクイル式の駆動装置

- 制御方式は主変換装置にIGBTを使用したコンバータ・インバータ式で、1台の主変換装置で1台の主電動機を駆動するほか、補助電源装置まで一体化したものとなっており、主変圧器はAおよびBのそれぞれ屋根上に一体化されて1基ずつ設置されている。
- 主変圧器はABB Sécheron製の小型のアルミ筐体のもので出力は主変換装置用の384Vと暖房用出力となっている。
- 主変換装置はGTWシリーズにも採用されているABB-Schweiz製で制御ユニットにAC 800PECを使用したBORDLINEシリーズのCC 750 ACの室内搭載タイプで、長さ900mm、幅850mm、高さ2000mmで重量750kgに一体化されており、これを両先頭車の動台車上の機器室内に2基ずつ搭載している。入力は主変圧器からの380V×2でこれを走行用に三相AC0-500V、0-172Hzに変換して最大690kWを出力するほか、補機駆動用の三相AC400V50Hz-70kVAおよびDC36V-8kWを出力し、IGBT素子の冷却は水冷式で、冷却水冷却気は屋根上に設置した送風機から導入する。
- 車両情報装置としてSelectron Systems[15]製のMAS-Tを搭載している。この装置は力行、ブレーキ指令や空転制御やブレーキ力調整などの制御伝送にも対応しているほか、乗降扉、空調装置、モニタ装置、各種表示装置の制御が可能であり、主な伝送に2系統のCANopenを使用しているほか、イーサネット、RS-232等でも各機器とのデータ伝送が可能であり、他のFLIRTシリーズおよびGTWシリーズの第3、第4世代の機体と重連総括制御が可能である。
- ブレーキ装置は電気ブレーキとして主変換装置による回生ブレーキを主として、2系統の空気ブレーキおよびAおよびBの後位側の従台車に渦電流式レールブレーキを装備する。
- 主電動機はtraktionssysteme austria[16]製のTyp TMF 59-39-4かご形三相誘導電動機 を4台搭載し、連続定格出力2000kW、起動-47km/h牽引力200kN、最高速度160km/hの性能を発揮する。冷却は屋根上に設置された送風機による強制通風式である。駆動装置は2段減速式のVoith Turbo[17]製のSZH-595で、動力は駆動装置出力軸と動軸に設置された中空軸間および、中空軸と動軸間でクイルと積層ゴムブロックを使用した継手で変位を吸収するクイル式駆動方式の一種で動輪へ伝達される。
- 台車はLRS-Engineering[18]の設計でStadler製の低床式台車で、動台車は車輪径860mm、従台車は750mm[19]のボルスタレス式台車で、いずれも軸距2700 mmで枕ばねは空気ばね、軸ばねはコイルばねで軸箱支持方式は軸梁式となっており、連接式の従台車は片側車体に2基ずつ計4基の空気ばねを持つものである。基礎ブレーキ装置いずれもはディスクブレーキで、車輪にブレーキディスクを組み込んだキャリパーブレーキ方式のものを装備するほか、3基中2基の従台車は台車中央のレール面上に渦電流式レールブレーキを装備する。
- そのほか、主開閉器は真空式で接地装置と統合されたTyp RM531を、パンタグラフはシングルアーム式のもの1基をCに搭載するほか、容量600l/minの電動空気圧縮機2基、機器冷却用送風機、空調装置、DC36Vの蓄電池などを搭載する。

### 主要諸元
- 軌間：1435mm
- 電気方式：AC15kV 16.7Hz 架空線式
- 最大寸法：74078mm、全幅2880mm、全高4150mm
- 軸配置：Bo'2'2'2'Bo'
- 動輪径：860mm
- 従輪径：750mm
- 自重：120t
- 座席定員：1等20名、2等138名、折畳座席11名、立席301名（001-012号機）、1等16名、2等146名、折畳座席11名（013-031号機）
- 走行装置
  - 主制御装置：IGBT使用のVVVFインバータ制御
  - 主電動機：Typ TMF 59-39-4かご形三相誘導電動機×4台
- 連続定格出力：2000kW
- 最大出力：2600kW
- 起動時牽引力：200kN、47km/hまで一定
- 起動加速度：1.3m/s2
- 最高速度：160km/h
- ブレーキ装置：回生ブレーキ、空気ブレーキ、渦電流式レールブレーキ

## RABe521形・RABe522形・RABe524形

### RABe521形

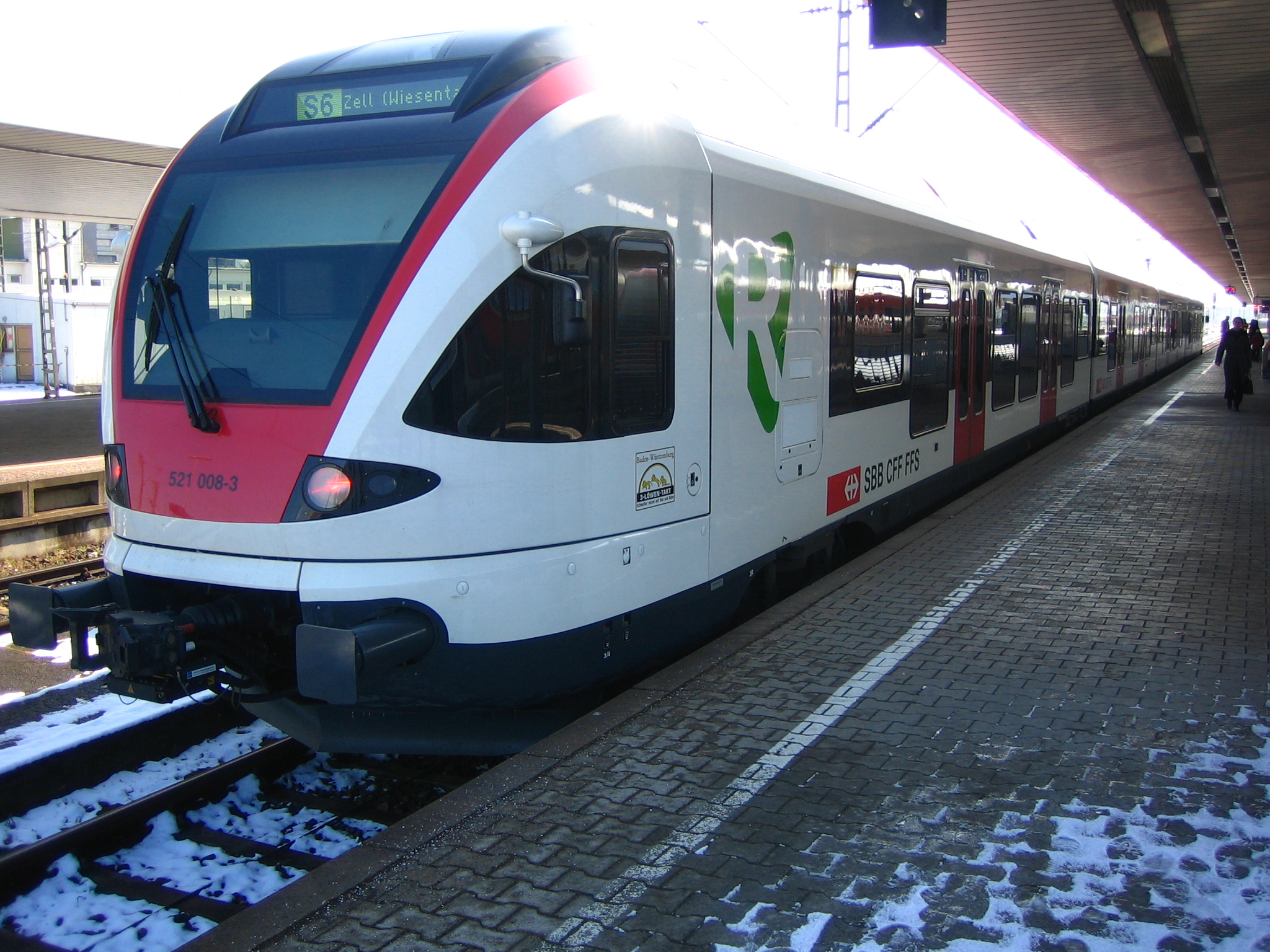
バーゼルのSバーンで運用されるドイツ乗入対応機RABe521 008-3号機、バーゼル・バディッシャー駅

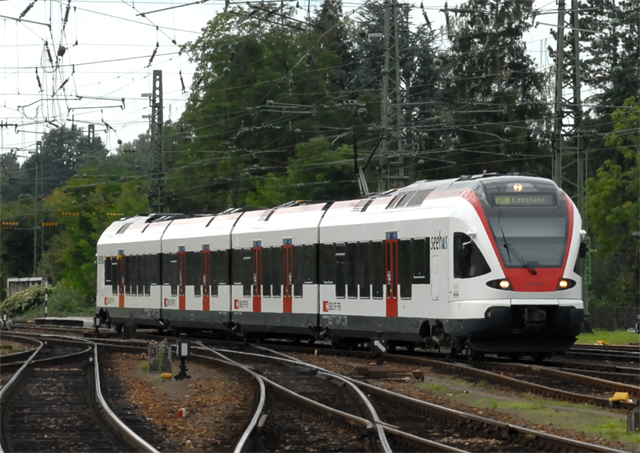
ゼーハス線で運行されていた旧RABe526.6形（現RABe521形）、2007年

- 2003年からはバーゼルからドイツ国内へ乗入れるウィーセンタル線の運行をスイス国鉄のドイツ国内運行会社が担当してRBDe560形を改造したRBDe561形の000-005号機が使用されていたが、この代替用として製造されたドイツ乗入対応機がRBDe521 001-010号機である。ドイツでは電化方式はスイス国鉄と同じAC15kV16 2/3Hzであるが、パンタグラフがスイス国内用が最大幅1450mmのカーボン摺板のものであるのに対し、ドイツ国内用のもの最大幅1950mmのカーボン摺板のもの[20]となっており、これをDの屋根上に1基搭載しているほか、ドイツ国内用の保安装置が搭載されている。
- 同様にバーゼルのレギオSバーンにもFLIRTが導入されることとなったが、こちらもRABe521形となり、011-030号機がスイス国内での運行用として導入されている。
- 車体塗装はRABe523形と同一のものであるが、AとDの側面機器室部に緑色の「R」の文字をデザインしたレギオSバーンのマークが設置されている。その他の仕様、性能等はRABe523形と同一である。
- なお、RABe521 011号機はAC25kV 50Hzとの福電圧仕様の試作機となっており、フランス国内等での試運転に使用されていた。
- 2011年8月20日には、スイス国鉄の子会社のトゥルボ[21]の所有していたRABe526 651–659号機がRe521形に編入されて201-209号機となっている。この機体は2002年に経営破綻したスイス北東部のミッテルトゥールガウ鉄道[22]を引継いだトゥルボがRABe523形をベースにAおよびBの乗降扉を片側1箇所とし、ドイツ国内用の保安装置および最大幅1950mmの舟体のパンタグラフを装備してドイツ国内線用機としたものであり、従来スイス国鉄のRBDe560形の同形機であるRBDe566 631-634号機で運行されていたEngen-コンスタンツ間のゼーハス[23]線に導入してこれを置き換えている。なお運行はスイス国鉄のドイツ国内運行会社のSBB GmbHであり、トゥルボ所有時代より車体塗装はスイス国鉄所属機と同一のものでスイス国鉄のロゴとマークも入っており、側面の機械室部に「Seehas」のロゴが入れられている。

#### 主要諸元
- 軌間：1435mm
- 電気方式：AC15kV 16.7Hz 架空線式
- 最大寸法：74078mm、全幅2880mm、全高4150mm
- 軸配置：Bo'2'2'2'Bo'
- 動輪径：860mm
- 従輪径：750mm
- 自重：120t
- 座席定員：1等20名、2等141名、折畳座席19名、立席297名（001-030号機）、1等16名、2等147名、折畳座席39名、立席284名（201-209号機）
- 走行装置
  - 主制御装置：IGBT使用のVVVFインバータ制御
  - 主電動機：Typ TMF 59-39-4かご形三相誘導電動機×4台
- 連続定格出力：2000kW
- 最大出力：2600kW
- 起動時牽引力：200kN、47km/hまで一定
- 起動加速度：1.3m/s2
- 最高速度：160km/h
- ブレーキ装置：回生ブレーキ、空気ブレーキ、渦電流式レールブレーキ

### RABe522形

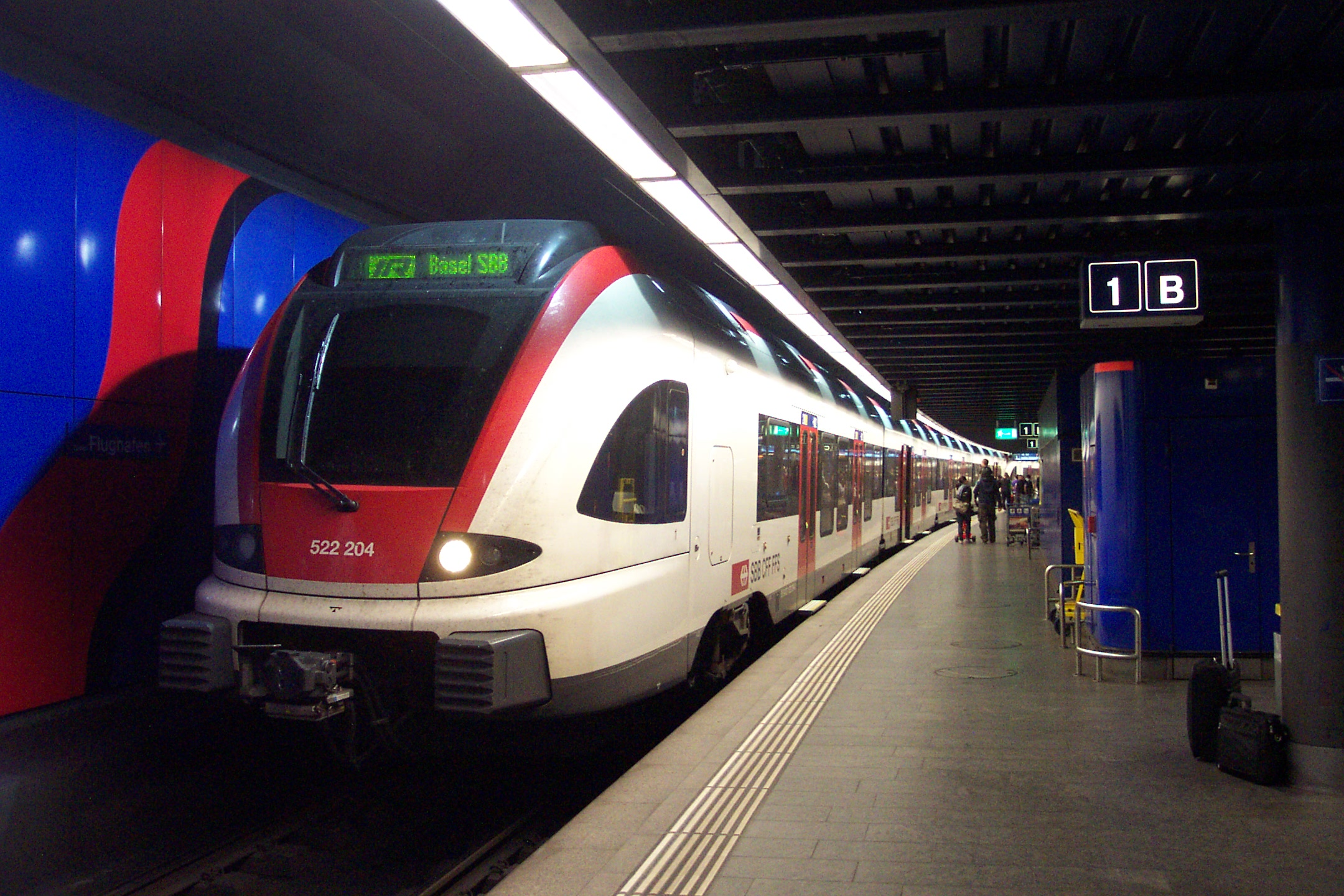
バッファ基部が強化された新しいフランス乗入対応機RABe522形204号機、チューリッヒ空港駅

- バーゼル近郊で従来RBDe560形を複電圧対応に改造したRBDe562形で運行していたフランス国内乗入のSバーンを置き換えるため、フランス国内への乗入対応としフランス国鉄のAC25kV50Hzとの複電圧機とした機体がRABe522形である。本機は走行用および暖房用の主変圧器出力に架線電圧AC25kV用のものを追加しており、主変圧器以降の走行装置はRABe523形と同一であるほか、パンタグラフもAC16kV用と共用している。なお、当初製造されたRABe522 001-012号機は先頭部の衝突安全性がフランスの基準に合致しなかったためにフランスでの運行計画が延期され、スイス国内用に転用されてRABe523 032-043号機に改番されており、その後2008年にRABe522 201-214号機が改めて発注されている。
- 2010年より導入された201-214号機は先頭部の補助バッファ基部を強化しており、従来の機体よりこの部分が前部に張出す構造となっているほかは、001-012号機と同一の構造となっている。

### RABe524形

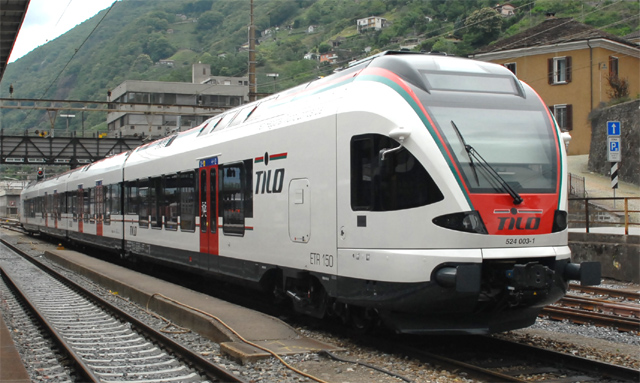
イタリア乗入対応機RABe524形、先頭車の機器室が大きく乗降扉が1箇所のみとなっている

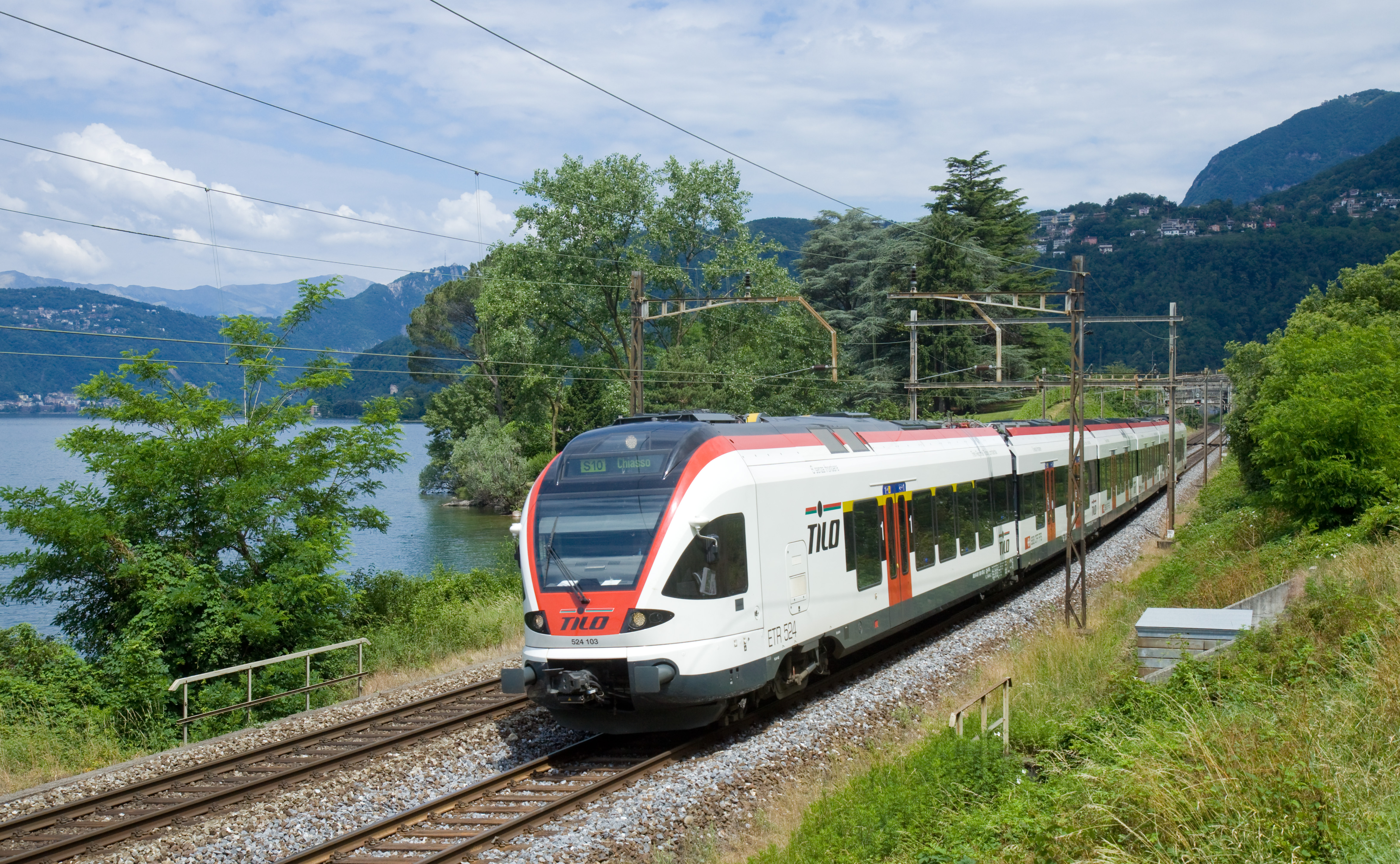
RABe524形、6車体の機体は車体塗装が異なる、TILOのS10系統で運用中

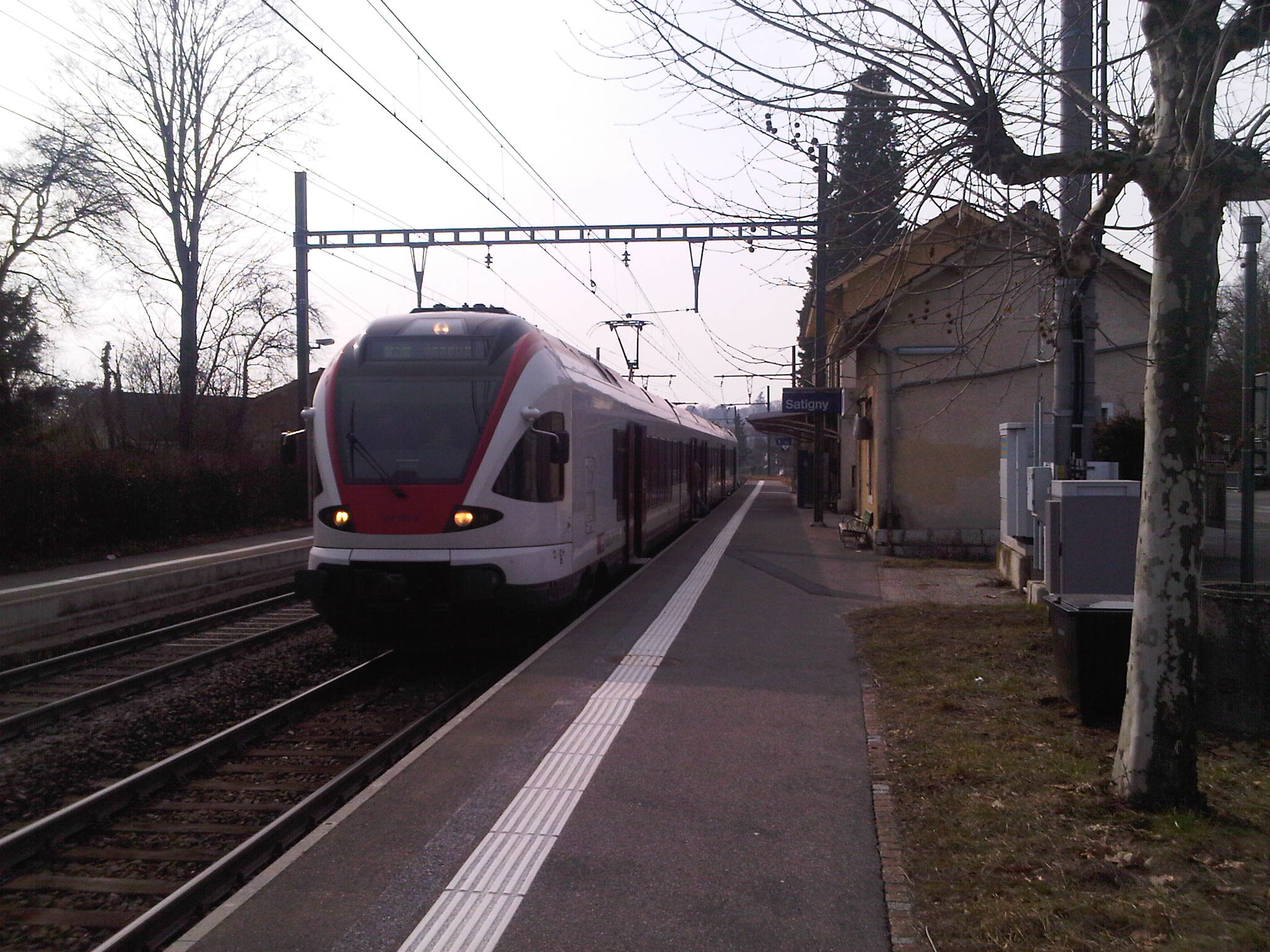
ジュネーブ近郊のDC1500V区間で運行されるRABe524形、車体塗装はRABe523形と同様のもの

- スイス国鉄とトレニタリアの共同出資により設立されたTILO[24]では、スイス国鉄のAC15kV16 2/3Hz区間とトレニタリアのDC3000V区間の両方で使用可能な機体を用意することとなり、製造されたのがRABe524形である。本機は001-019号機が4車体、101-111号機が6車体となっており、6車体の機体の各車体は前位側からA-F-E-D-C-Bと呼ばれているほか、本機には4車体の機体がETR150形、6車体の機体がETR524形というイタリア形式名も設定されており、4車体の機体の各車体は前位側からETR151-ETR154-ETR153-ETR152となっている。
- パンタグラフはD（001-019号機）もしくはF（101-111号機）の屋根上にDC3000V用の集電装置を搭載しているが、母線回路は交流区間用のものと共用であり、主開閉器以降で回路が分かれている。主変換装置はRABe523形と同じBORDLINEシリーズの交直流両用機種であるCC 750 MSを搭載しているが、これは交流用のCC 750 ACと直流用のCC 750 DCを組合わせたもので、直流区間ではインバータにより架線からの直流を一旦交流に変換して主変圧器へ入力し、主変圧器からの走行用出力以降は交流区間と同様に主変換装置で主電動機を制御する。また、RABe523形では使用されていなかった主変換装置のブレーキチョッパ回路を活かして主に直流区間で定格出力1基当たり600kW、編成2400kWの発電ブレーキを併用することが可能となっている。
- 主変換装置が大型化したため、RABe523形と比較して両先頭車の動台車上の機械室が拡大されて高床部の客室が無くなっており、結果的に100%低床車となっているほか、同じく両先頭車の乗降口が2箇所から1箇所となって窓扉配置が21D5となっている。
- 4車体の001-019号機の車体塗装はRABe523形のものを基本に、車体前面から側面上辺部にかけての赤帯部に緑帯が追加されているほか、側面窓下にも赤と緑の細帯が追加されている。また、車体の側面下部左側にスイス国鉄のマークとロゴがTILOのマークに変更されて側面上部右側には「Treni Regionali Ticino Lombardia」のレタリングが入るほか、正面下部中央にもTILOのマークが、スイス国鉄およびトレニタリアののマークとロゴが側面下部右側に小さく入れられている。なお、ジュネーブ近郊線で運行される機体はRABe523形と同一の塗装となっている。
- また、6車体の101-111号機の車体塗装は4車体の001-019号機のものより簡素化されて、車体前面から側面上辺部にかけての赤帯部の緑帯と、側面窓下にも赤と緑の細帯が省略されているほか、側面左側編成端部にイタリア語で6両編成を示す表記が入れられている。

#### 主要諸元
- 軌間：1435mm
- 電気方式：AC15kV 16.7Hz、DC3000V、DC1500V 架空線式
- 最大寸法：74078mm（001-019号機）、106300mm（101-111号機）、全幅2880mm、全高4150mm
- 軸配置：Bo'2'2'2'Bo'（001-019号機）、Bo'2'2'2'2'Bo'（101-111号機）
- 動輪径：860mm
- 従輪径：750mm
- 自重：133t（001-019号機）、174t（101-111号機）
- 座席定員：1等28名、2等135名、折畳座席19名、立席244名（001-019号機）、1等56名、2等168名、折畳座席26名、立席373名（101-111号機）
- 走行装置
  - 主制御装置：IGBT使用のVVVFインバータ制御
  - 主電動機：Typ TMF 59-39-4かご形三相誘導電動機×4台
- 連続定格出力：2000kW
- 最大出力：2600kW
- 起動時牽引力：200kN、47km/hまで一定
- 起動加速度：1.3m/s2（001-019号機）
- 最高速度：160km/h
- ブレーキ装置：回生ブレーキ、発電ブレーキ。空気ブレーキ、渦電流式レールブレーキ

## 運行

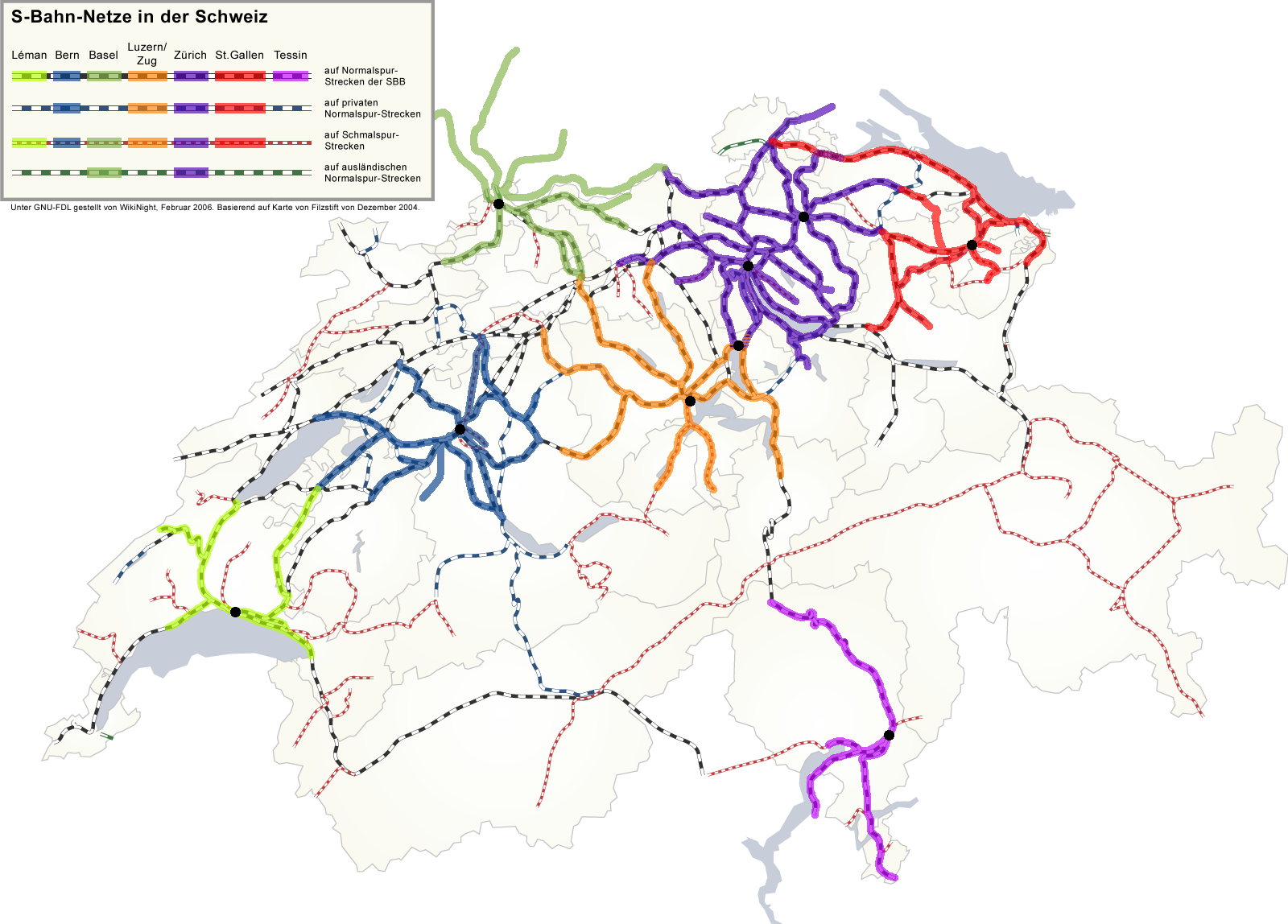
スイスSバーンの路線図、このうちいくつかの路線でRBDe521-524形が運行されている、2006年時点

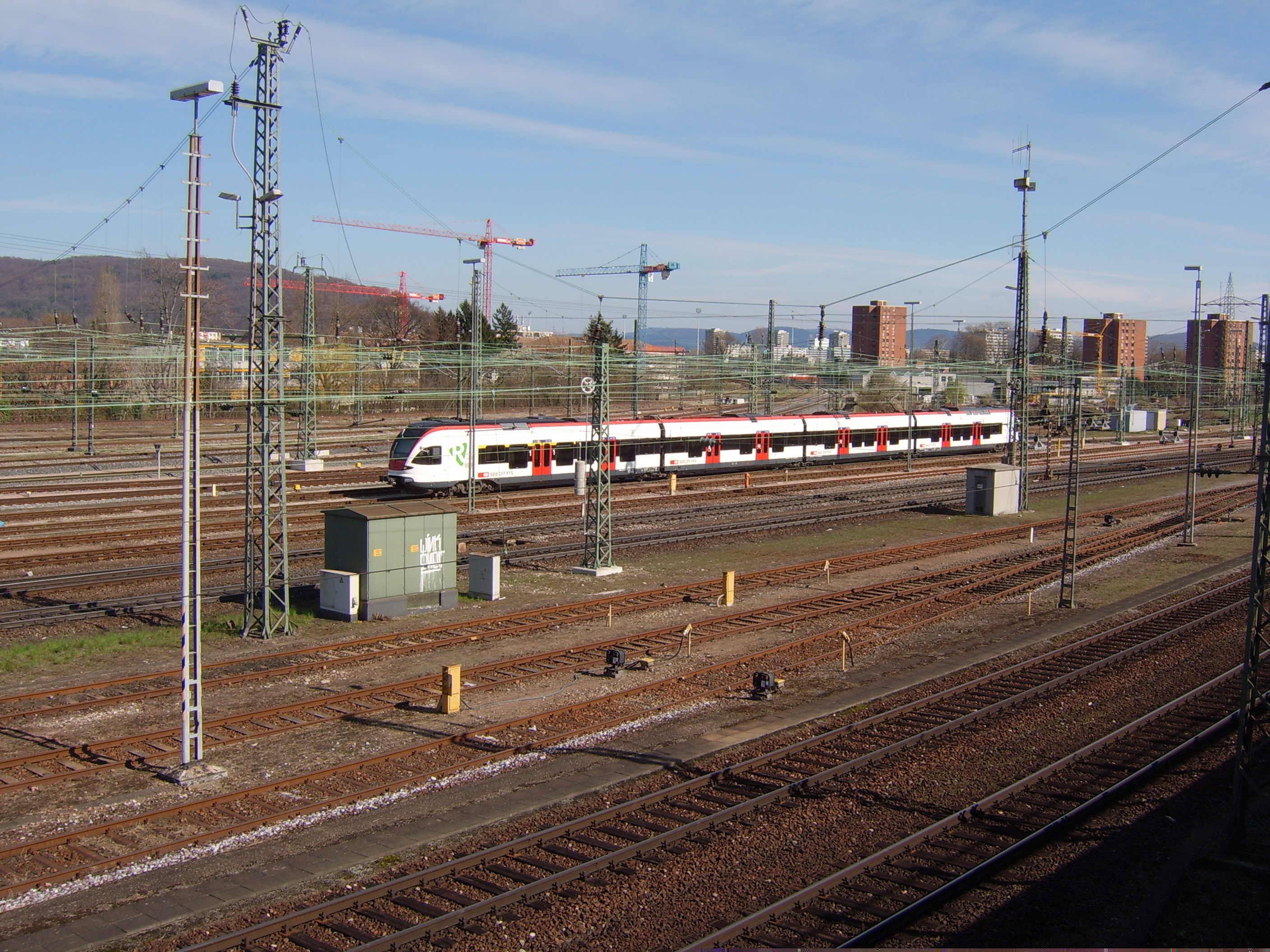
RBDe521形、バーゼル・バディッシャー駅構内に留置中

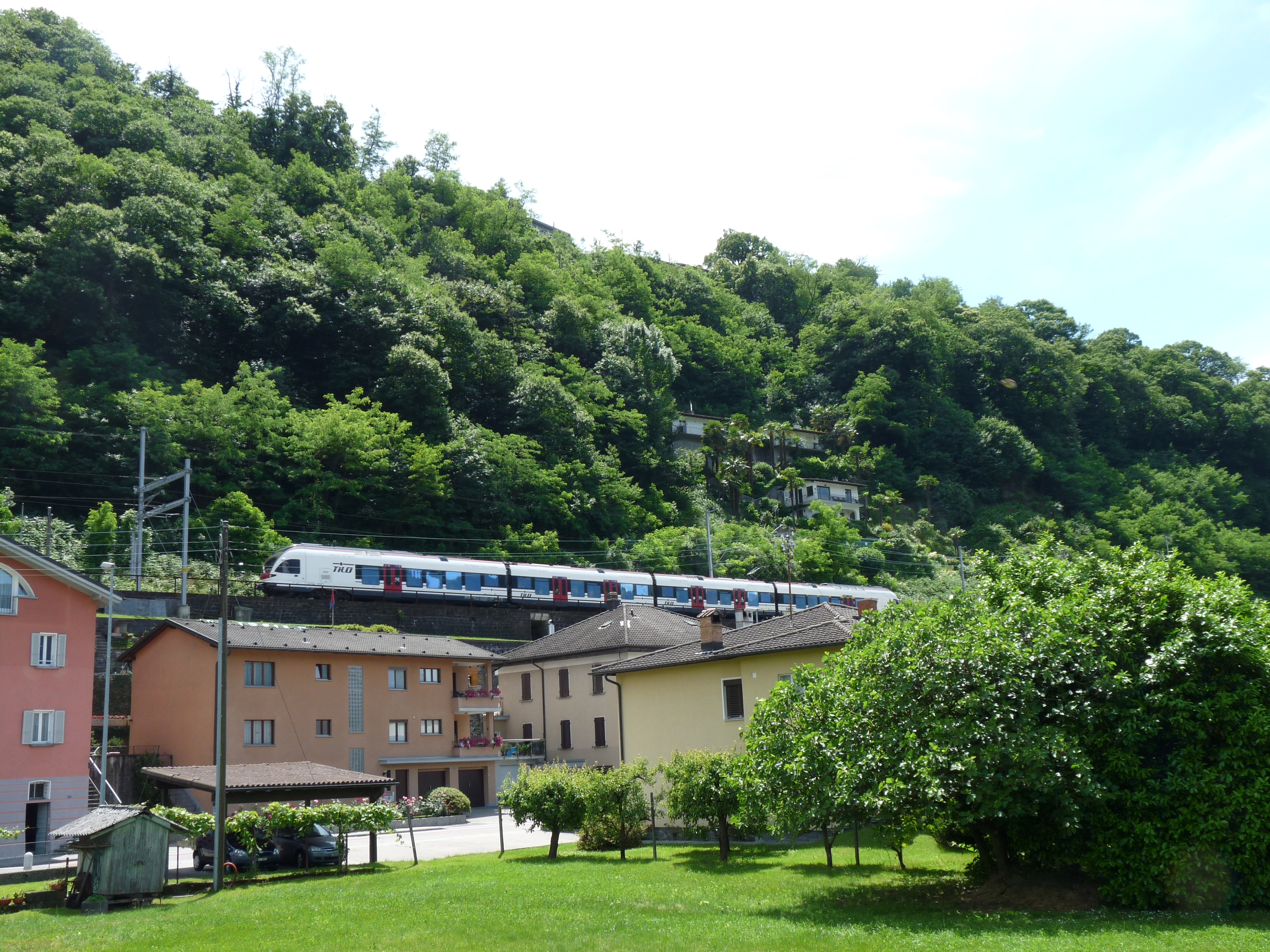
TILOが運行するRABe524形、ティチーノ州内

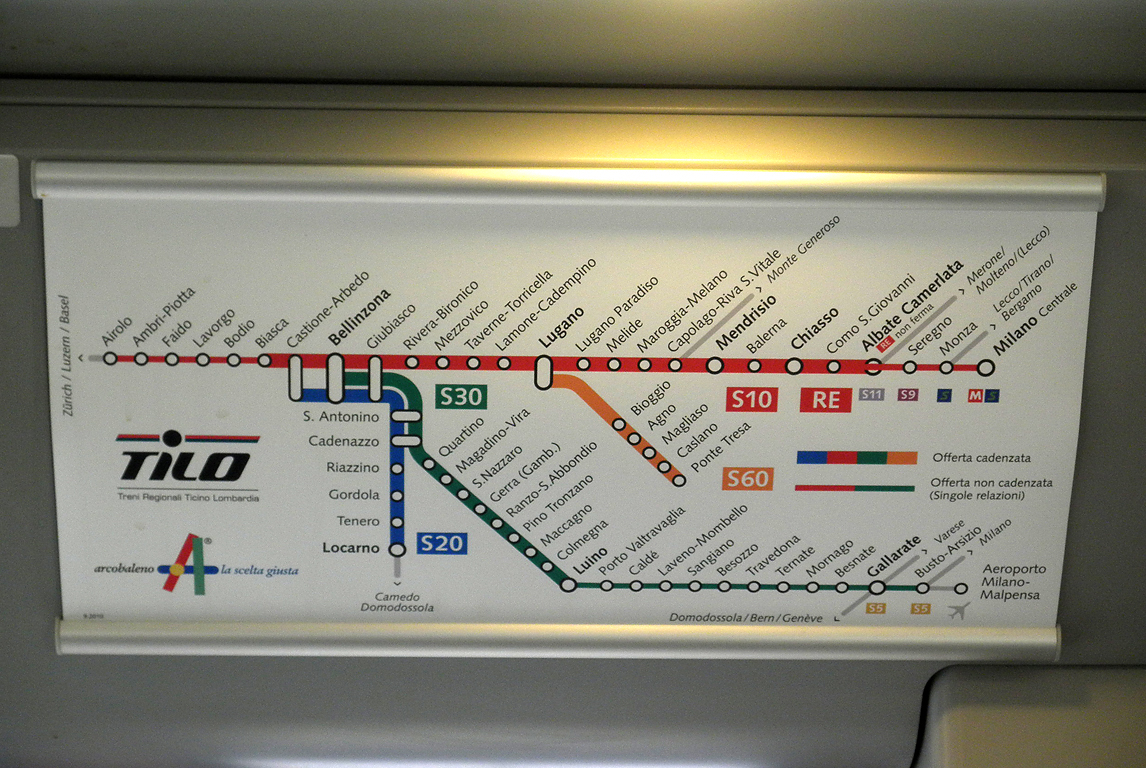
2011年10月時点のTILOの運行路線図

- RABe523形はスイス中央部のルツェルン近郊のSバーンのうち、都市間列車[25]と呼ばれる比較的遠距離に使用されており、まず2004年からルツェルン-ツーク-バール間のS1系統に001-012号機が投入されており、その後ツーク-エルストフェルト間のS2系統、やSバーンのルツェルン-オルテン間のS8系統などに順次導入されて24機が単機もしくは重連で使用されることとなっている。なお、これらの機体の側面機器室部には青地に「Stadtbahn Zug」の文字が入ったバナーが入れられ、側面屋根部の赤帯が青帯に変更となっている。
- RABe523形はこのほかレマン湖Sバーンにも導入予定であり、一部機体はルツェルンのものが転用され、最終的には013-031号機が使用されることとなっている。
- 2005年からは同様にRABe521 001-010号機が「R」のマークを付けてバーゼルのレギオSバーンのドイツ国内に乗り入れるS6系統のバーゼルSBB駅-バーゼル・バディッシャー駅-ツェル・イン・ウィーセンタル間のウィーセンタル線で使用されるようになり、RBDe561形を置き換えているほか、その後RABe521 011-030号機がS1、S3、S5系統に投入されている。
- 2004年12月12日にスイス国鉄とトレニタリアの50%ずつの出資により設立されたTILOでは、ティチーノ州およびイタリアのロンバルディア州のローカル列車およびSバーンの運行をそれぞれの国内用の機材を使用して運行していたが、2007年にスイスのティチーノ州内の運行用として導入されたRABe524 001-019号機がRBDe560形のTILO運行機5編成とともに使用されるようになり、現在ではベッリンツォーナ-ロカルノ間のS20系統、イタリア国内に乗入れるSバーンでBiasca-ベッリンツォーナ-アルバーテ＝カメルラタ間のS10系統、ベッリンツォーナ-ルイーノ間のS30系統に使用されている。
- 2009年9月からはスイス国鉄のDC1500V区間であるジュネーブ - ラ・プレンヌ間で、従来使用されていたBem550形電気/ディーゼル兼用機を置き換える形でRABe524形が運行されている。なお、同区間は将来的に電化方式をフランス国鉄と同じAC25kV 50Hzに変更する予定であり、その際にはRABe524形はTILOでの運行に復帰する予定である。

## 同形機
- 本機を含むシュタッドラー社のFLIRTシリーズはスイスの私鉄であるスイス南東鉄道[26]およびヌーシャテル地域交通[27]のほかドイツ、イタリア、ハンガリー、アルジェリア、ポーランド、ノルウェー、エストニア、ベラルーシ、チェコの各国の国鉄もしくは私鉄で使用されている。詳細はFILRTの項を参照。